# Ciclismo ai Giochi della XXIX Olimpiade - Velocità femminile
Le gare di Velocità femminile dei Giochi della XXIX Olimpiade furono corse il 17 e 18 agosto al Laoshan Velodrome, in Cina. La medaglia d'oro fu vinta dalla britannica Victoria Pendleton.
Vide la partecipazione di 12 atlete. La gara consisteva nell'effettuare tre giri di pista, ma solo il tempo degli ultimi 200 metri era quello ufficiale.

## Risultati

### Round di qualificazione
Il round di qualificazione servì per decidere gli accoppiamenti degli ottavi di finale.
| Pos. | Atleta                | Tempo  | Media (km/h) | Note |
| ---- | --------------------- | ------ | ------------ | ---- |
| 1    | Victoria Pendleton    | 10"963 | 65,675       | OR   |
| 2    | Shuang Guo            | 11.106 | 64,829       |      |
| 3    | Anna Meares           | 11.140 | 64,631       |      |
| 4    | Willy Kanis           | 11.167 | 64,475       |      |
| 5    | Simona Krupeckaitė    | 11.222 | 64,159       |      |
| 6    | Clara Sanchez         | 11.365 | 63,352       |      |
| 7    | Natallja Cylinskaja   | 11.372 | 63,313       |      |
| 8    | Jennie Reed           | 11.400 | 63,157       |      |
| 9    | Lisandra Guerra       | 11.462 | 62,816       |      |
| 10   | Yvonne Hijgenaar      | 11.533 | 62,429       |      |
| 11   | Swetlana Grankowskaja | 11.544 | 62,370       |      |
| 12   | Sakie Tsukuda         | 12.134 | 59,337       |      |

### Ottavi
Le vincitrici di ogni gara sono passate ai quarti, le altre ai ripescaggi.
| Manche | Atleta                | Tempo  | Pos. | Note |
| ------ | --------------------- | ------ | ---- | ---- |
| 1      | Victoria Pendleton    | 11"736 | 1    | Q    |
| 1      | Sakie Tsukuda         | -      | 2    |      |
| 2      | Shuang Guo            | 11"410 | 1    | Q    |
| 2      | Swetlana Grankowskaja | -      | 2    |      |
| 3      | Anna Meares           | 11"663 | 1    | Q    |
| 3      | Yvonne Hijgenaar      | -      | 2    |      |
| 4      | Willy Kanis           | 12"155 | 1    | Q    |
| 4      | Lisandra Guerra       | -      | 2    |      |
| 5      | Jennie Reed           | 11"955 | 1    | Q    |
| 5      | Simona Krupeckaitė    | -      | 2    |      |
| 6      | Clara Sanchez         | 11"607 | 1    | Q    |
| 6      | Natallja Cylinskaja   | -      | 2    |      |

#### Ripescaggio ottavi
Le sei cicliste sconfitte gareggiarono nei ripescaggi in gare da tre atlete ognuna; le vincitrici passarono ai quarti.
| Manche | Atleta                | Tempo  | Pos. | Note |
| ------ | --------------------- | ------ | ---- | ---- |
| 1      | Natallja Cylinskaja   | 11"871 | 1    | Q    |
| 1      | Lisandra Guerra       | -      | 2    |      |
| 1      | Sakie Tsukuda         | -      | 3    |      |
| 2      | Simona Krupeckaitė    | 12"123 | 1    | Q    |
| 2      | Swetlana Grankowskaja | -      | 2    |      |
| 2      | Yvonne Hijgenaar      | -      | 3    |      |

### Quarti
Passarono al turno successivo le cicliste che sconfissero il loro avversario due volte.
| Manche | Atleta              | Manche1 | Manche2 | Pos. | Note |
| ------ | ------------------- | ------- | ------- | ---- | ---- |
| 1      | Victoria Pendleton  | 11"389  | 11"672  | 1    | Q    |
| 1      | Simona Krupeckaitė  |         |         | 2    |      |
| 2      | Shuang Guo          | 11"501  | 11"627  | 1    | Q    |
| 2      | Natallja Cylinskaja |         |         | 2    |      |
| 3      | Anna Meares         | 11"716  | 12"108  | 1    | Q    |
| 3      | Clara Sanchez       |         |         | 2    |      |
| 4      | Willy Kanis         | 11"944  | 11"767  | 1    | Q    |
| 4      | Jennie Reed         |         |         | 2    |      |

### Semifinali
| Manche | Atleta             | Manche1 | Manche2 | Spareggio | Pos. | Note |
| ------ | ------------------ | ------- | ------- | --------- | ---- | ---- |
| 1      | Victoria Pendleton | 11"537  | 11"885  |           | 1    | Q    |
| 1      | Willy Kanis        |         |         |           | 2    |      |
| 2      | Anna Meares        |         | 11"578  | 11"617    | 1    | Q    |
| 2      | Shuang Guo         | 11"629  |         |           | 2    |      |

### Turno finale

#### 9º – 12º posto
| Pos. | Atleta                | Tempo  | Note |
| ---- | --------------------- | ------ | ---- |
| 9    | Svetlana Grankovskaya | 12"192 |      |
| 10   | Lisandra Guerra       |        |      |
| 11   | Yvonne Hijgenaar      |        |      |
| 12   | Sakie Tsukuda         |        |      |

#### 5º – 8º posto
| Pos. | Atleta              | Tempo  | Note |
| ---- | ------------------- | ------ | ---- |
| 5    | Clara Sanchez       | 12"264 |      |
| 6    | Natallja Cylinskaja |        |      |
| 7    | Jennie Reed         |        |      |
| 8    | Simona Krupeckaitė  |        |      |

#### 1º – 4º posto
Gara per l'oro
| Pos. | Atleta             | Manche1 | Manche2 | Note |
| ---- | ------------------ | ------- | ------- | ---- |
| 1    | Victoria Pendleton | 11"363  | 11"118  |      |
| 2    | Anna Meares        |         |         |      |

Gara per il bronzo
| Pos. | Atleta      | Manche1 | Manche2 | Note |
| ---- | ----------- | ------- | ------- | ---- |
| 3    | Shuang Guo  | 11"420  | 11"617  |      |
| 4    | Willy Kanis |         |         |      |